# William Stevenson (parolier)
Pour les articles homonymes, voir Stevenson.
William "Mickey" Stevenson (né le 4 janvier 1937 à Détroit, Michigan) est un parolier et producteur musical américain.
Faisant partie des premiers collaborateurs de Berry Gordy à la Motown dont il sera responsable de la division A&R, il est considéré comme l'un des architectes du 'son Motown'.
Fondateur du groupe The Funk Brothers, il coécrit quelques-uns des grands succès du catalogue de la Motown, tels que Dancing in the Street pour Martha and the Vandellas et Devil with the Blue Dress pour Shorty Long (en), toutes deux incluses dans le classement des 500 plus grandes chansons de tous les temps du magazine Rolling Stone. Il est également le producteur de Uptight (Everything's Alright) pour Stevie Wonder en 1965, qui relancera le jeune chanteur américain en lui ouvrant les portes d'une carrière internationale.
En 2022, il entre dans le Songwriters Hall of Fame.

## Biographie
William Stevenson nait le 4 janvier 1937 à Détroit dans le Michigan. Élevé par sa mère Kitty 'Brown Gal' Stevenson, chanteuse de blues et autrice, et son beau-père Ted Moore, il forme un trio de chanteurs avec ses jeunes frères dès l'âge de huit ans, interprétant des chansons doowop et gospel. Le groupe remporte la première place du concours Amateur Night de l'Apollo Theater à New York en 1950 mais sa jeune carrière de chanteur s'arrête brutalement en 1953 lorsque sa mère, coach et productrice du groupe, meurt d'un cancer. Après des études au Northeastern High School (en) de Détroit, il entre à l'US Air Force en 1956 dans une division destinée à l'organisation du divertissement des troupes.
En 1958, il assiste à un concert des Four Aims (qui deviendront plus tard les Four Tops) ce qui l'encourage à quitter l'armée pour poursuivre une carrière artistique dans la musique. Il intègre le groupe The Hamptones dirigé par Lionel Hampton puis travaille en tant que producteur et parolier pour le label gospel HOB Records de Carmen Carver Murphy.
Il rencontre Berry Gordy en 1959, au hasard d'une visite chez le barbier du quartier. Gordy lui présente son idée de créer un label et l'invite pour une audition durant laquelle il retrouve Smokey Robinson, qu'il connait depuis son adolescence, celui-ci étant déjà impliqué dans ce nouveau projet musical. Peu intéressé par sa voix, Gordy s'attarde sur ses qualités d'auteur et le place à la tête de la division A&R (assisté quelques mois plus tard par Norman Whitfield) : à la recherche de nouveaux artistes, responsable des auditions et du développement artistique des jeunes talents, il produira et arrangera les titres du premier artiste du label, Marv Johnson (en). Il chante dans les chœurs sur certains des premiers titres de la Motown, intégré dans la formation des Mello-Dees (renommés Love-Tones à la suite de son départ). Simultanément, il est chargé de créer et gérer la formation du groupe des musiciens de studio de la Motown connu sous le nom des Funk Brothers, dans lequel il désignera le pianiste Ivory Joe Hunter comme leader, James Jamerson à la basse, Robert White (en) et Joe Messina (en) à la guitare, et Benny Benjamin (en) à la batterie.
En 1961, il s'associe à Barrett Strong pour écrire son premier succès en tant que parolier : Jamie, interprétée par Eddie Holland (en), atteint la 30e position du Billboard Hot 100. Stevenson participe ensuite à l'écriture de plusieurs des plus grands succès du label : Dancing in the Street de Martha and the Vandellas (coécrit avec Ivy Jo Hunter (en) et Marvin Gaye), It Takes Two (en) de Gaye et Kim Weston (coécrit avec Sylvia Moy), Can You Jerk Like Me (en) des Contours (coécrit avec Ivy Jo Hunter) ou encore Devil with the Blue Dress de Shorty Long (en) (coécrit avec ce dernier) qui deviendra un succès pour Mitch Ryder et les Detroit Wheels (en) en 1966. Produisant plusieurs de ces artistes ainsi que The Four Tops, Mary Wells, Gladys Knight and the Pips, Diana Ross & the Supremes ou Jimmy Ruffin, on le trouve aussi à la production de la chanson Uptight (Everything's Alright) qui lancera la carrière internationale de Stevie Wonder et  (en) qui sera le premier succès de Marvin Gaye.
Stevenson promotionne également la Motortown Revue (en) et crée le Motown Orchestra qui y joue, en étant lui-même le chef d'orchestre. Sous les pseudonymes Avery Vandenburg et Avery Vandenberg, il écrit pour la maison d'édition Stein & Van Stock, une division de Jobete, elle-même filiale de la Motown. Ayant en sus découvert plusieurs paroliers qui créeront quelques-uns autres grands tubes du label de Détroit (Ron Miller, Ivy Jo Hunter (en), Norman Whitfield, Sylvia Moy ou encore Shorty Long (en)), il est considéré comme l'un des architectes du 'son Motown'. Il inspirera le trio Holland-Dozier-Holland en étant référencé dans la chanson Mickey's Monkey (en) de Smokey Robinson et les Miracles en 1963.
En 1967, il quitte la Motown avec son épouse Kim Weston et fonde le label People Records, remplacé au A&R du label de Détroit par Eddie Holland. En 1969, Weston signe chez MGM et Stevenson se voit proposer un contrat d'un million de dollars pour développer Venture Records, une filiale de MGM, avec pour mission d'ouvrir leur marché dans le secteur de la musique soul et rythm and blues. À la même époque, il travaille sur la bande originale du film Changes (en).
Durant les années 1970, il revient à la chanson avec l'album Here I Am (1972), sans succès, puis devient propriétaire du label californien Raintree, produisant un single coécrit pour Willard King en 1975.
Il se tourne également vers la production de comédies musicales (Swann, Showgirls, Wings and Things, The Gospel Truth, TKO, Chocolate City, ou encore Sang, Sista, Sang), collaborant en 2015 avec Brian Holland, Smokey Robinson et Deitrick Haddon sur la pièce de music-hall Azusa Revival traitant du mouvement pentecôtiste.
En 2002, il lance le Stevenson International Entertainment Group, une entreprise intégrant de multiples filiales, toutes liées aux métiers de la musique : une société d'édition et un studio d'enregistrement (Mikim Music), une société de production et d'encadrement de jeunes artistes signés ou non (B&W Management), et une société d'événementiel (Stevenson Productions).
Honoré par le Motown Museum de Détroit en 2003, il entre le 16 juin 2022 dans le Songwriters Hall of Fame.

### Vie privée
Il a une sœur, Ashley, et (au moins) deux frères.
Dans les années 1960 et 1970, il est marié à Kim Weston. Il se marie le 11 novembre 2021 avec Michelle.

## Crédits d'écriture et production (sélection)
Durant sa carrière, William Stevenson est impliqué dans plus de 400 chansons.
| Année | Titre                                            | Artiste initial                                          | U.S. Pop | U.S. R&B / Cash Box R&B | UK Singles Chart | Ecriture                                                        |
| ----- | ------------------------------------------------ | -------------------------------------------------------- | -------- | ----------------------- | ---------------- | --------------------------------------------------------------- |
| 1961  | Twistin’ Postman                                 | The Marvelettes                                          | 34       | 13                      | -                | (sous le nom Stevens) avec Robert Bateman et Brian Holland (en) |
| 1961  | Jamie                                            | Eddie Holland (en)                                       | 30       | 6                       | -                | avec Barrett Strong                                             |
| 1962  | Playboy                                          | The Marvelettes                                          | 7        | 4                       | -                | avec Bateman, Holland et Gladys Horton                          |
| 1962  | Beechwood 4-5789 (en)                            | The Marvelettes                                          | 17       | 7                       | -                | avec Marvin Gaye et Berry Gordy                                 |
| 1962  | Hitch Hike                                       | Marvin Gaye                                              | 30       | 12                      | -                | avec Clarence Paul et Gaye                                      |
| 1963  | Love Me All the Way                              | Kim Weston                                               | 88       | 24                      | -                | (seul)                                                          |
| 1963  | Pride and Joy (en)                               | Marvin Gaye                                              | 10       | 2                       | -                | avec Gaye et Norman Whitfield                                   |
| 1963  | Dancing in the Street                            | Martha and the Vandellas                                 | 2        | 8 (CB)                  | 4                | avec Gaye                                                       |
| 1964  | Devil with the Blue Dress                        | Shorty Long (en)                                         | -        | -                       | -                | avec Frederick “Shorty” Long                                    |
| 1964  | What Good Am I Without You (en)                  | Marvin Gaye et Kim Weston                                | 61       | 28                      | -                | avec Alphonso Higdon                                            |
| 1964  | Needle in a Haystack                             | The Velvelettes                                          | 45       | 31                      | -                | avec Whitfield                                                  |
| 1964  | He Was Really Sayin' Somethin' (en)              | The Velvelettes                                          | 64       | 21                      | -                | avec Holland, Whitfield                                         |
| 1964  | What's the Matter with You Baby (en)             | Mary Wells et Marvin Gaye                                | 19       | 2 (CB)                  | -                | avec Paul                                                       |
| 1965  | My Smile is Just a Frown (Turned Upside Down)    | Caroline Crawford (en) (sous le pseudo Carolyn Crawford) | -        | 39                      | -                | avec Smokey Robinson, Janie Bradford (en)                       |
| 1965  | Can You Jerk Like Me (en)                        | The Contours                                             | 47       | 15 (CB)                 | -                | avec Ivy Jo Hunter (en)                                         |
| 1965  | Ask the Lonely (en)                              | The Four Tops                                            | 24       | 9                       | -                | avec Hunter                                                     |
| 1966  | Nothing’s Too Good For My Baby                   | Stevie Wonder                                            | 20       | 4                       | -                | avec Henry Cosby, Sylvia Moy                                    |
| 1966  | My Baby Loves Me (en)                            | Martha and the Vandellas                                 | 22       | 3                       | -                | avec Hunter, Moy                                                |
| 1966  | What am I Going to Do Without Your Love?         | Martha and the Vandellas                                 | 71       | -                       | -                | avec Moy                                                        |
| 1966  | It Takes Two (en)                                | Marvin Gaye et Kim Weston                                | 14       | 4                       | 16               | avec Moy                                                        |
| 1967  | I Got What You Need                              | Kim Weston                                               | 99       | -                       | -                | avec Doug Brown                                                 |
| 1967  | Been So Nice / Stranded in the Middle of Noplace | The Righteous Brothers                                   | 72       | -                       | -                | (seul)                                                          |
| 1970  | She Said Yes                                     | Wilson Pickett                                           | 68       | 20                      | -                | avec Pickett, Don Covay et Johnny Nash                          |
| 1973  | Loving You                                       | Johnny Nash                                              | 91       | 40                      | -                | (seul)                                                          |

## Ouvrages
- (en) William Mickey Stevenson, The A&R Man, William Mickey Stevenson, 2015, 244 p. (ISBN 9780692366332, lire en ligne)